# درو ماكديرموت
درو ماكديرموت (بالإنجليزية: Drew McDermott) هو باحث في مجال الذكاء الاصطناعي وعالم حاسوب أمريكي، ولد في 1949 في ماديسون في الولايات المتحدة.